# Whitby (Kanada)
Whitby – miejscowość (ang. town) w Kanadzie, w prowincji Ontario, w regionie Durham.
Powierzchnia Whitby to 146,52 km². Według danych spisu powszechnego z roku 2001 Whitby liczy 87 413 mieszkańców (596,59 os./km²).

## Współpraca
- Feldkirch, Austria
- Longueuil, Kanada
- Whitby, Anglia